# Metropolitana di Amburgo
La metropolitana di Amburgo (in tedesco U-Bahn Hamburg) è la metropolitana che serve l'omonima città. Fu inaugurata nel febbraio 1912. Seppur in gran parte sopraelevata è nota come U-Bahn, con una rete che, dopo l'estensione del 2018, si sviluppa per 106 km e dispone di 4 linee, per complessive 91 stazioni.
Essa si affianca e integra con le S-Bahn, a più largo raggio e gestita dalla Deutsche Bahn, con un modello analogo a quello della capitale tedesca Berlino.